# (2754) Efimov
(2754) Efimov (1966 PD; 1933 WF; 1966 RB; 1973 YR1) ist ein Asteroid des inneren Hauptgürtels, der am 13. August 1966 von der russischen (damals: Sowjetunion) Astronomin Tamara Michailowna Smirnowa am Krim-Observatorium (Zweigstelle Nautschnyj) auf der Halbinsel Krim (IAU-Code 095) entdeckt wurde.

## Benennung
(2754) Efimov wurde nach dem Piloten Michail Nikiforowitsch Jefimow (1881–1919) benannt.